# Velociraptorinae
De Velociraptorinae zijn een groep dinosauriërs behorend tot de Deinonychosauria.
In 1983 benoemde Barsbold een onderfamilie Velociraptorinae om Velociraptor een plaats te geven; dat geslacht was toen echter de enige soort binnen een familie Velociraptoridae, zodat de onderfamilie eigenlijk overbodig was.
Later werd de naam informeel gebruikt als een klade die dan de zustergroep zou zijn van een Dromaeosaurinae binnen de Dromaeosauridae.
De eerste definitie was van Paul Sereno in 1998: alle Dromaeosauridae nauwer verwant aan Velociraptor dan aan Dromaeosaurus. In 2005 gaf hij een exacte definitie: de groep bestaande uit Velociraptor mongoliensis (Osborn 1924) en alle soorten nauwer verwant aan Velociraptor dan aan Dromaeosaurus albertensis (Matthew and Brown 1922), Microraptor zhaoianus (Xu et al. 2000), Unenlagia comahuensis (Novas and Puerta 1997), en de huismus Passer domesticus (Linnaeus 1758).
De groep bestaat uit kleine roofdieren uit het Vroege tot het Late Krijt van Azië en Noord-Amerika.